# Географія Сальвадору
Сальвадор — північноамериканська країна, що знаходиться на півдні континенту . Загальна площа країни 21 041 км² (153-тє місце у світі), з яких на суходіл припадає 20 721 км², а на поверхню внутрішніх вод — 320 км². Площа країни трохи менша за площу Львівської області України. 

## Назва
Офіційна назва — Республіка Сальвадор, Сальвадор (ісп. Republica de El Salvador, El Salvador). Назва країни походить від скорочення іспанської назви території в Центральній Америці — Провінція Господа нашого Іісуса Христа, Спасителя світу (ісп. Provincia de Nuestro Senor Jesus Cristo, el Salvador del Mundo) в 1524-1528 роках від якої в ужитку залишилась лише фраза «Спаситель» (ісп. el Salvador). Подібне скорочення спіткало й назву міста Лос-Анджелес.

## Географічне положення
Сальвадор — північноамериканська країна, що межує з двома іншими країнами: на північному заході — з Гватемалою (спільний кордон — 199 км), на сході — з Гондурасом (391 км). Загальна довжина державного кордону — 590 км. Сальвадор на заході й півдні омивається водами Тихого океану. Загальна довжина морського узбережжя 307 км.

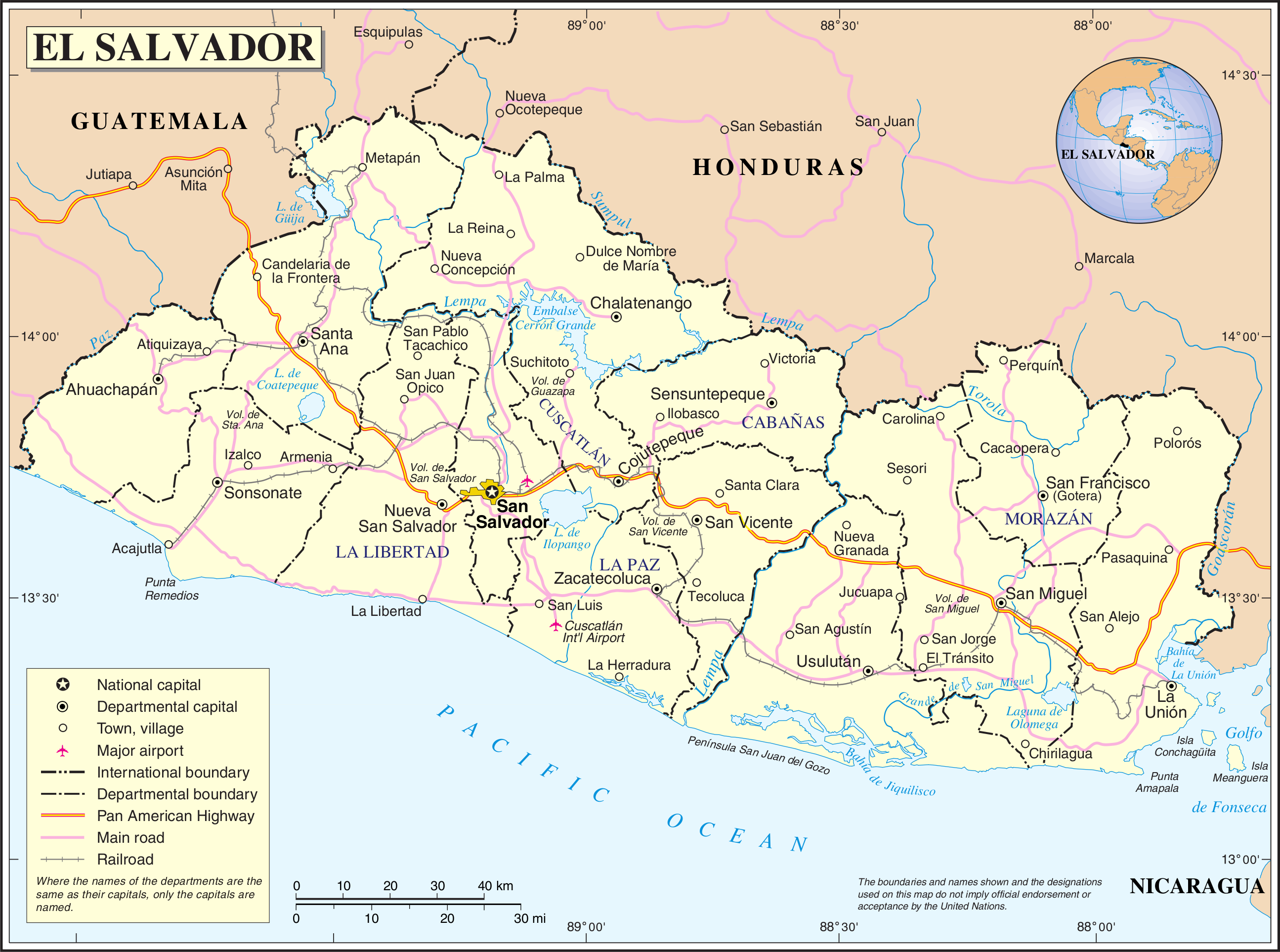
Карта Сальвадору від ООН (англ.)
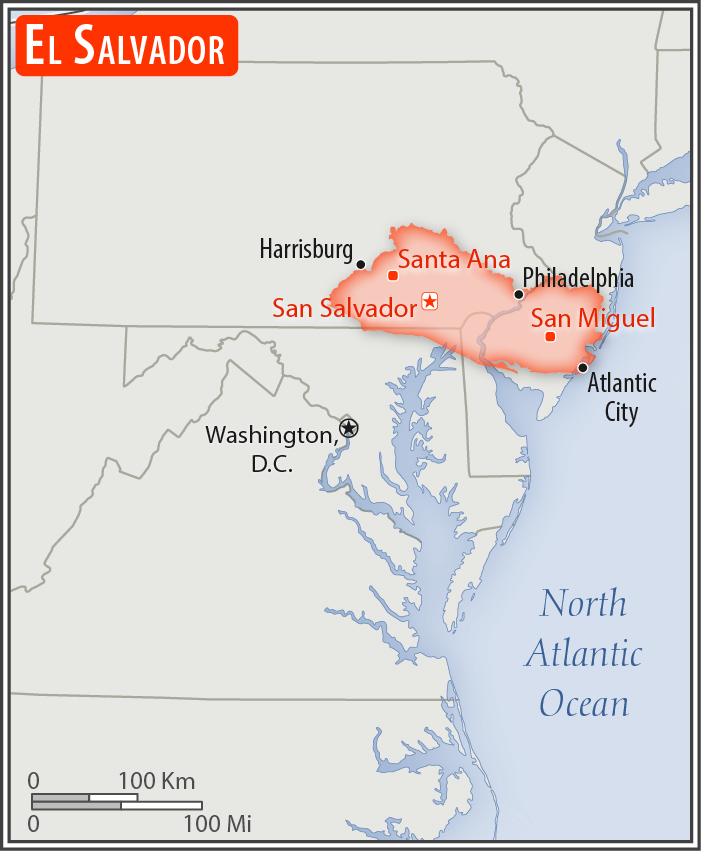
Порівняння розмірів території Сальвадору та США

Згідно з Конвенцією Організації Об'єднаних Націй з морського права (UNCLOS) 1982 року, протяжність територіальних вод країни встановлено в 12 морських миль (22,2 км). Прилегла зона, що примикає до територіальних вод, в якій держава може здійснювати контроль, необхідний для запобігання порушень митних, фіскальних, імміграційних або санітарних законів, простягається на 24 морські милі (44,4 км) від узбережжя (стаття 33). Виключна економічна зона встановлена на відстань 200 морських миль (370,4 км) від узбережжя.

### Час
Час у Сальвадорі: UTC-6 (-8 годин різниці часу з Києвом).

## Геологія

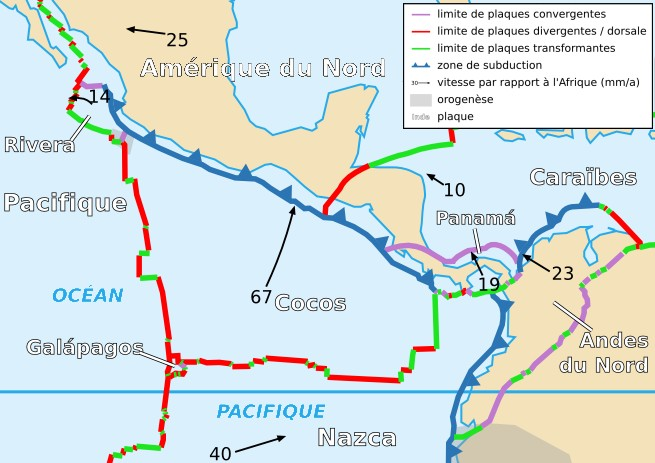
Тектонічна карта плити Кокос
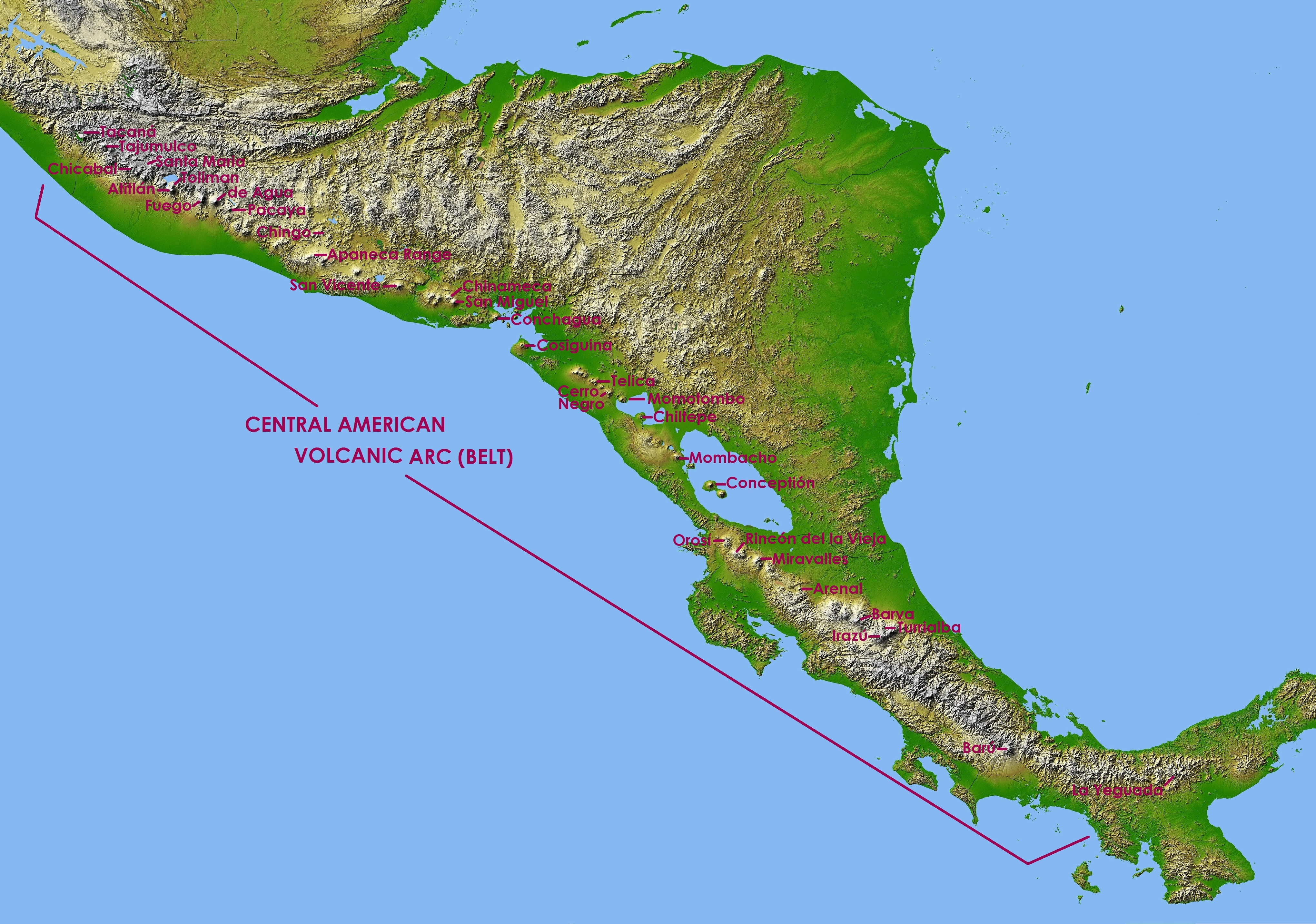
Центральноамериканський вулканічний пояс
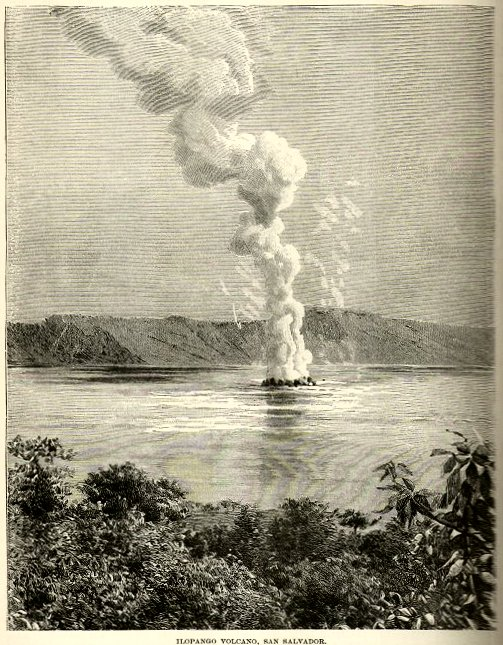
Виверження Ілопанго, 1880 рік
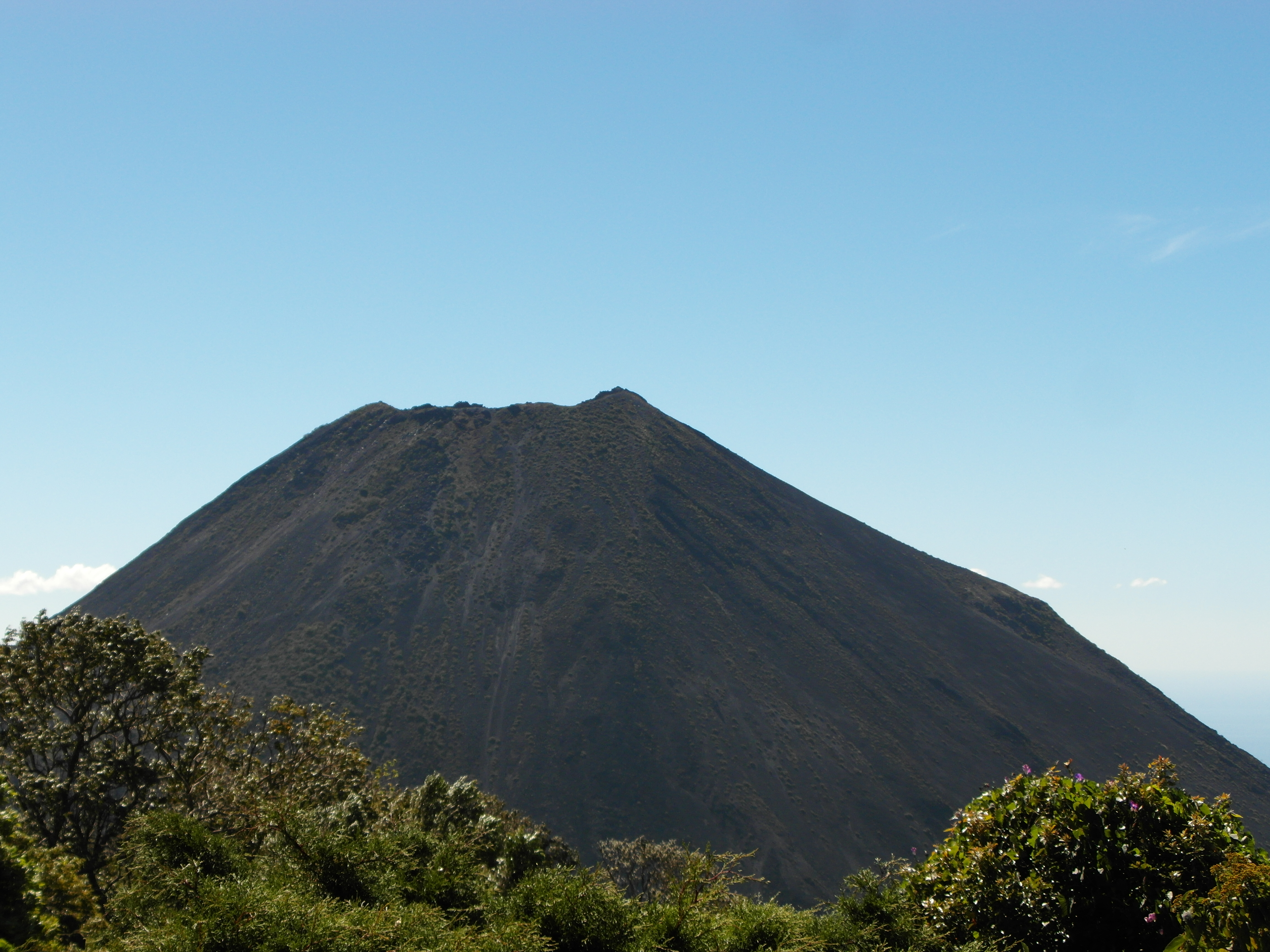
Вулкан Іцалько

### Корисні копалини
Надра Сальвадору багаті на ряд корисних копалин: нафту.

## Рельєф
Середні висоти — 442 м; найнижча точка — рівень вод Тихого океану (0 м); найвища точка — гора Сьєрро-Ель-Піталь (2730 м).

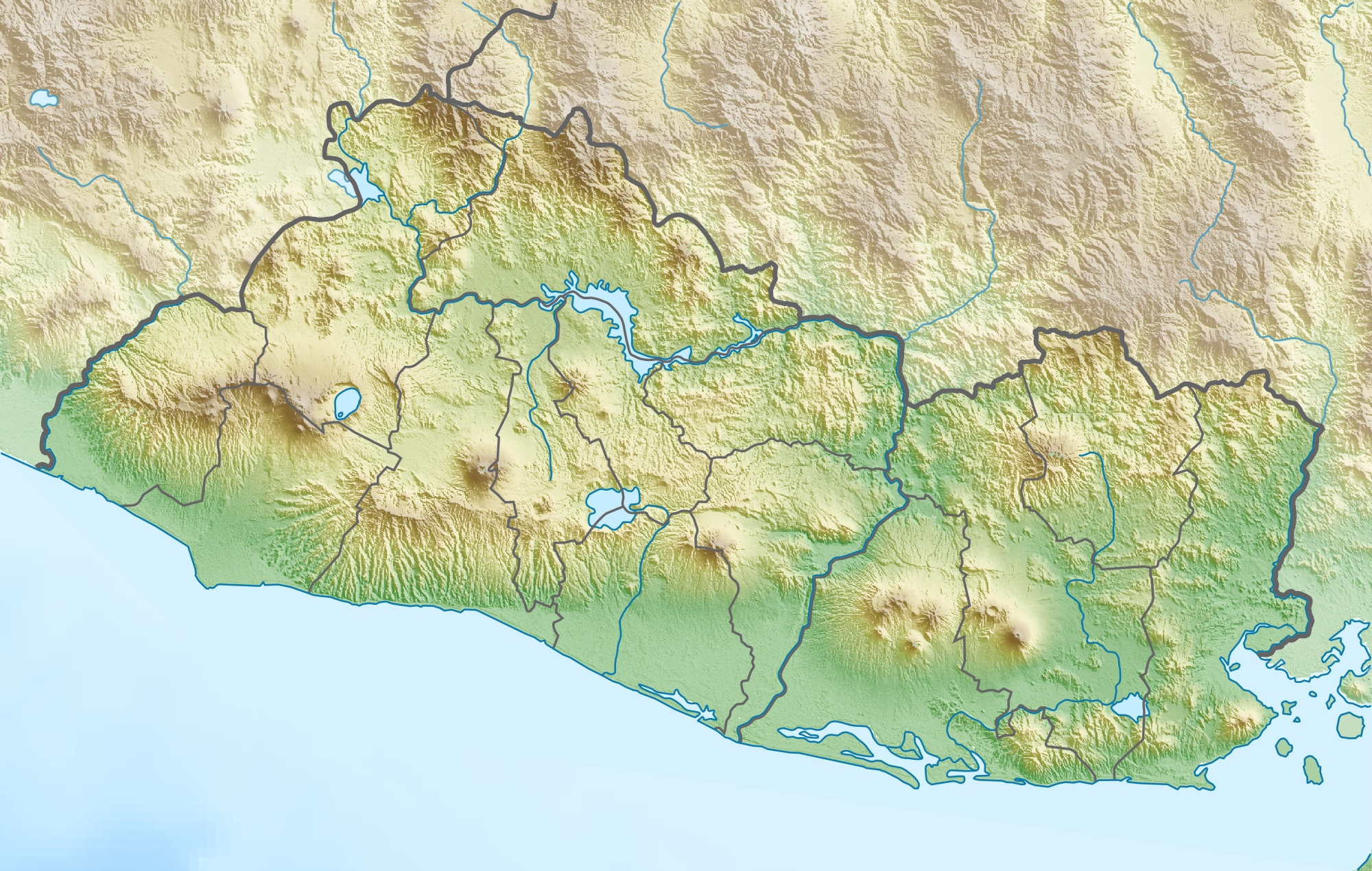
Рельєф Сальвадору
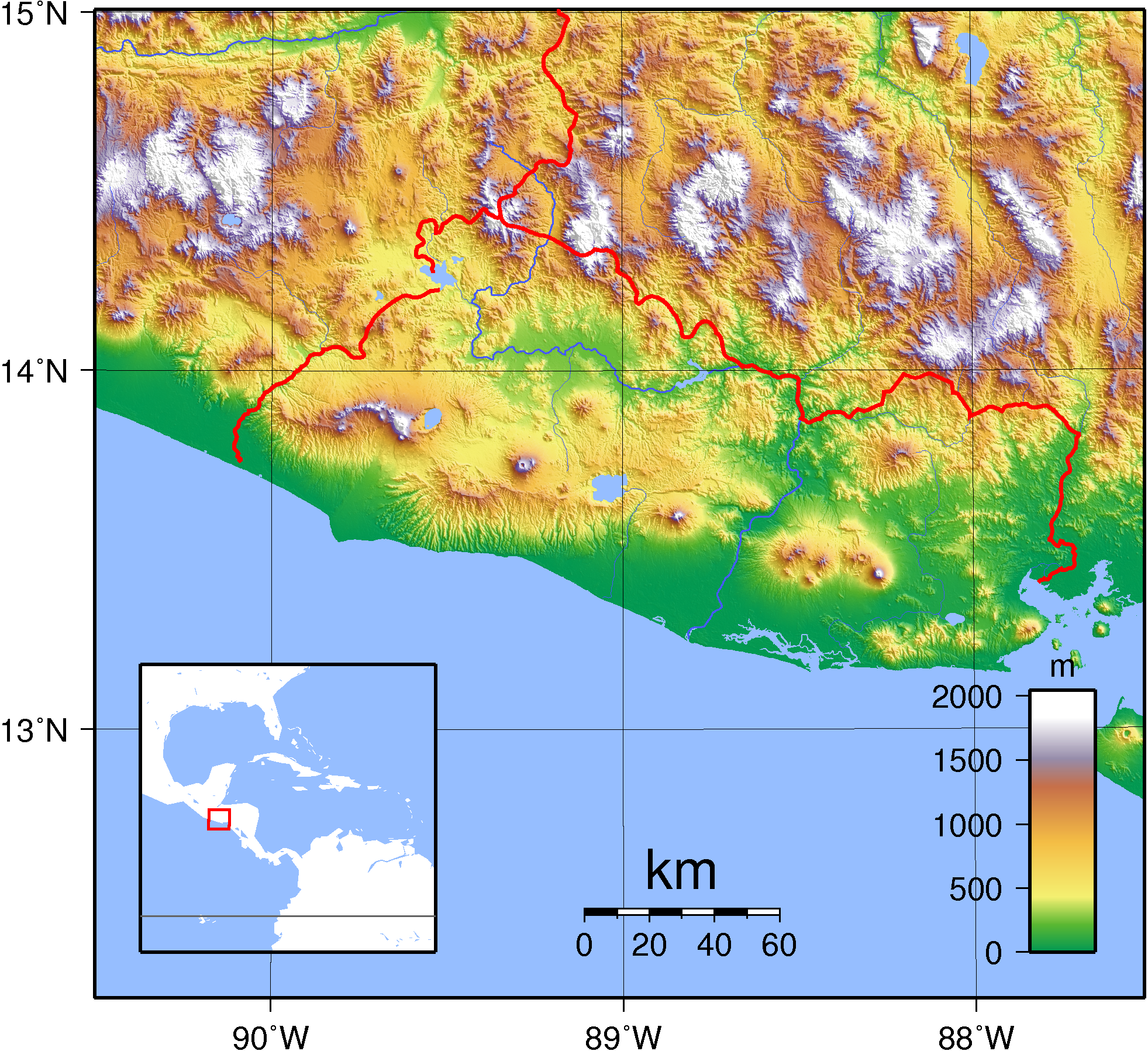
Гіпсометрична карта Сальвадору
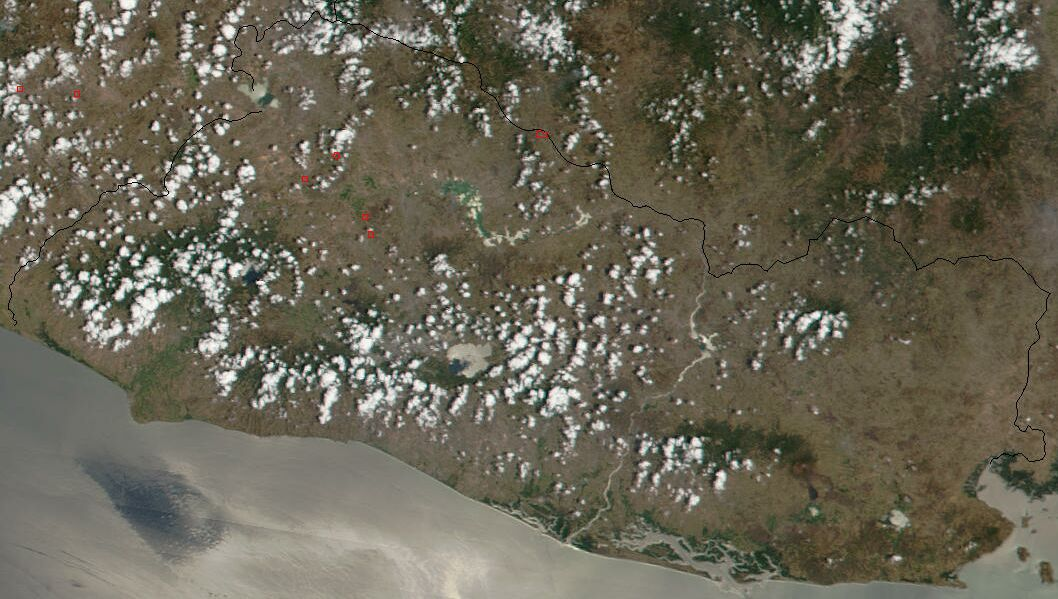
Супутниковий знімок поверхні країни
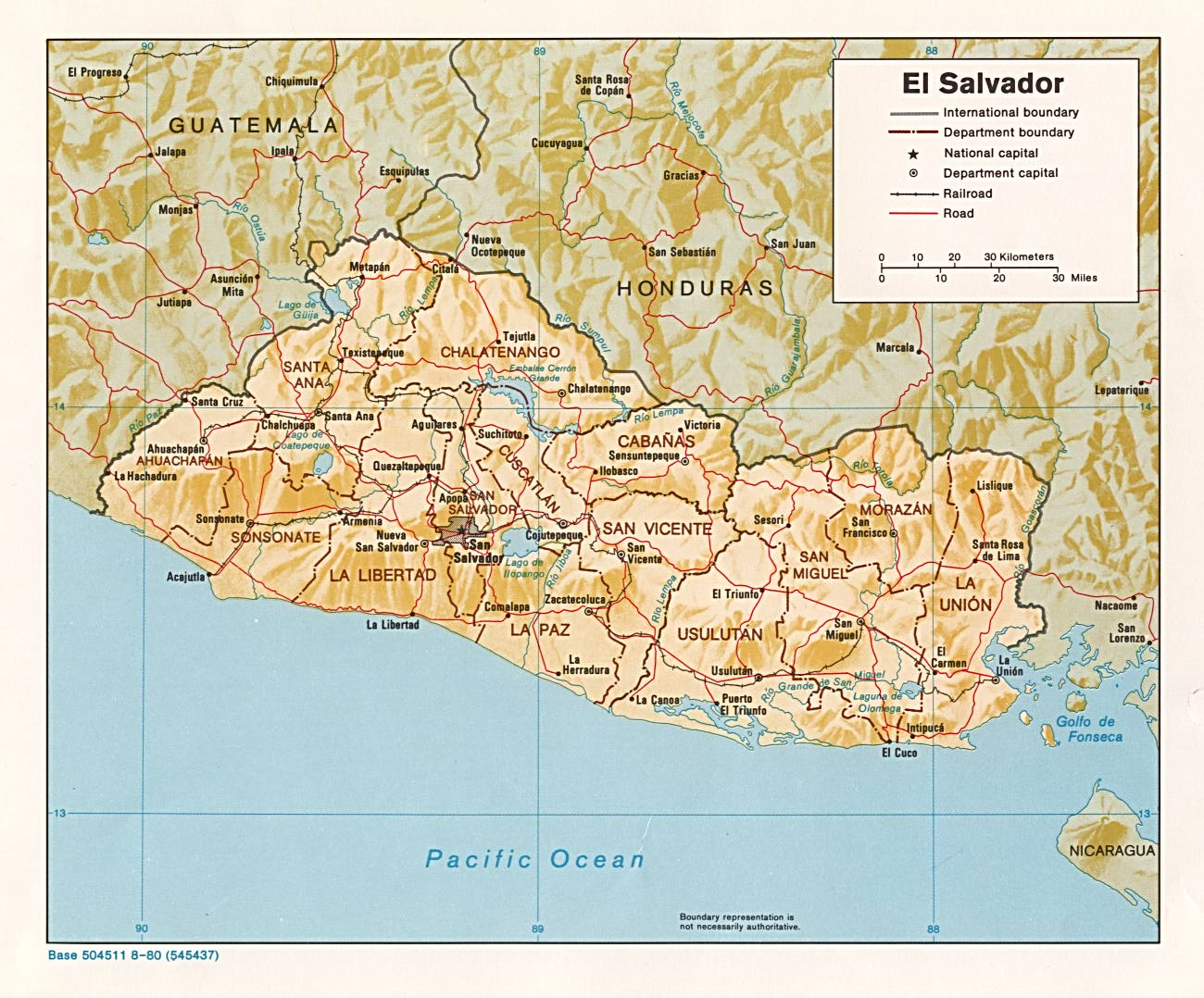
Карта країни (англ.)

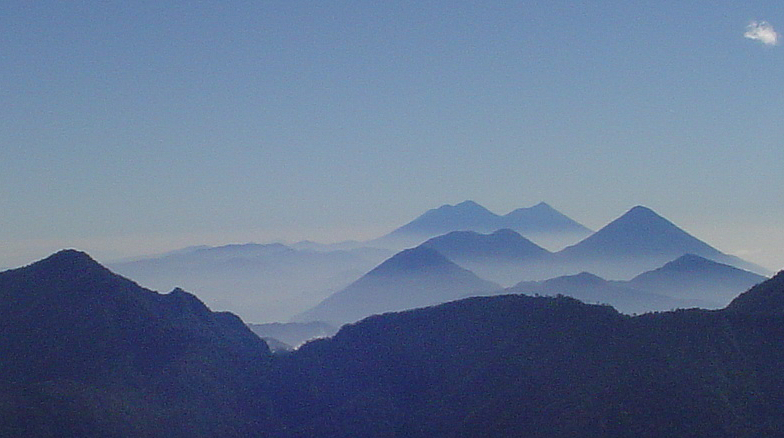
Сьєрра-Мадре-де-Чіапас

## Клімат
Територія Сальвадору лежить у тропічному кліматичному поясі. Увесь рік панують тропічні повітряні маси. Сезонний хід температури повітря чітко відстежується. Переважають східні пасатні вітри, достатнє зволоження (на підвітряних схилах відчувається значний дефіцит вологи). У теплий сезон з морів та океанів часто надходять тропічні циклони.

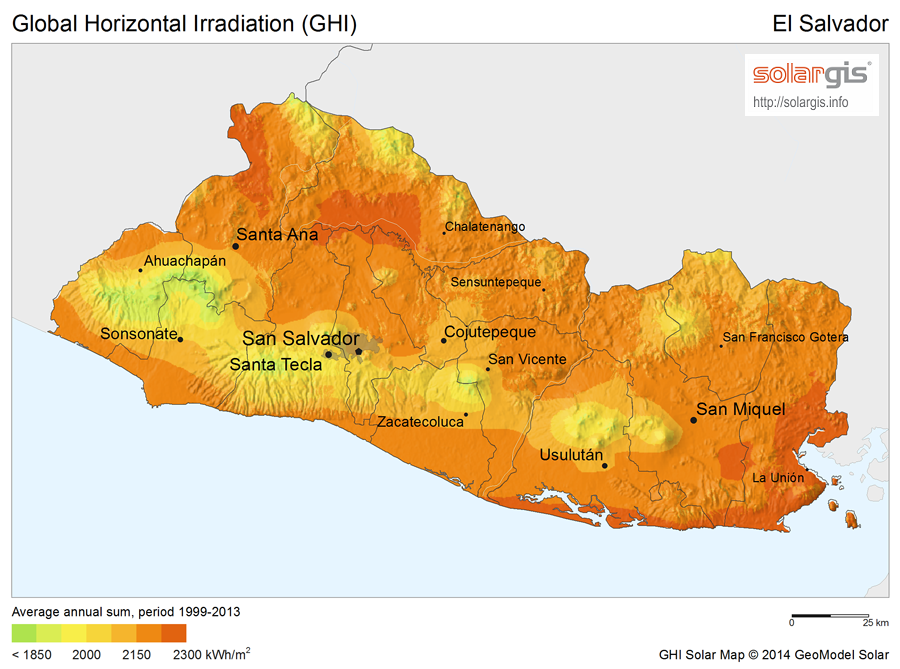
Сонячна радіація (англ.)
Кліматична карта Північної Америки (за Кеппеном)
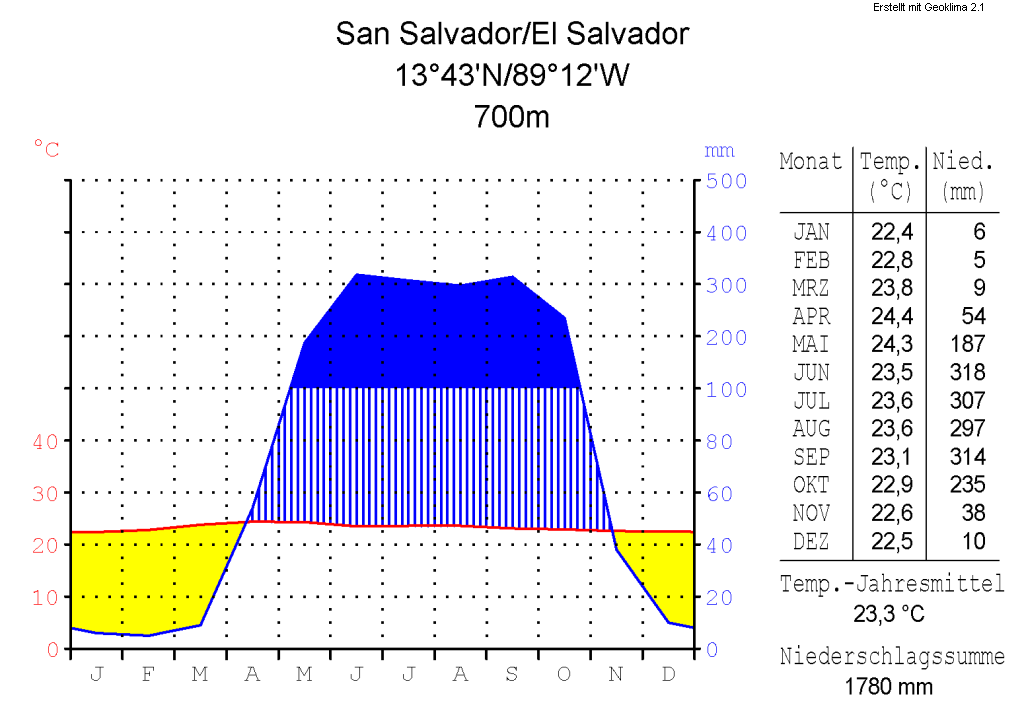
Кліматограма Сан-Сальвадора

Сальвадор є членом Всесвітньої метеорологічної організації (WMO), в країні ведуться систематичні спостереження за погодою.

## Внутрішні води
Загальні запаси відновлюваних водних ресурсів (ґрунтові і поверхневі прісні води) становлять 25,23 км³. Станом на 2012 рік в країні налічувалось 452 км² зрошуваних земель.

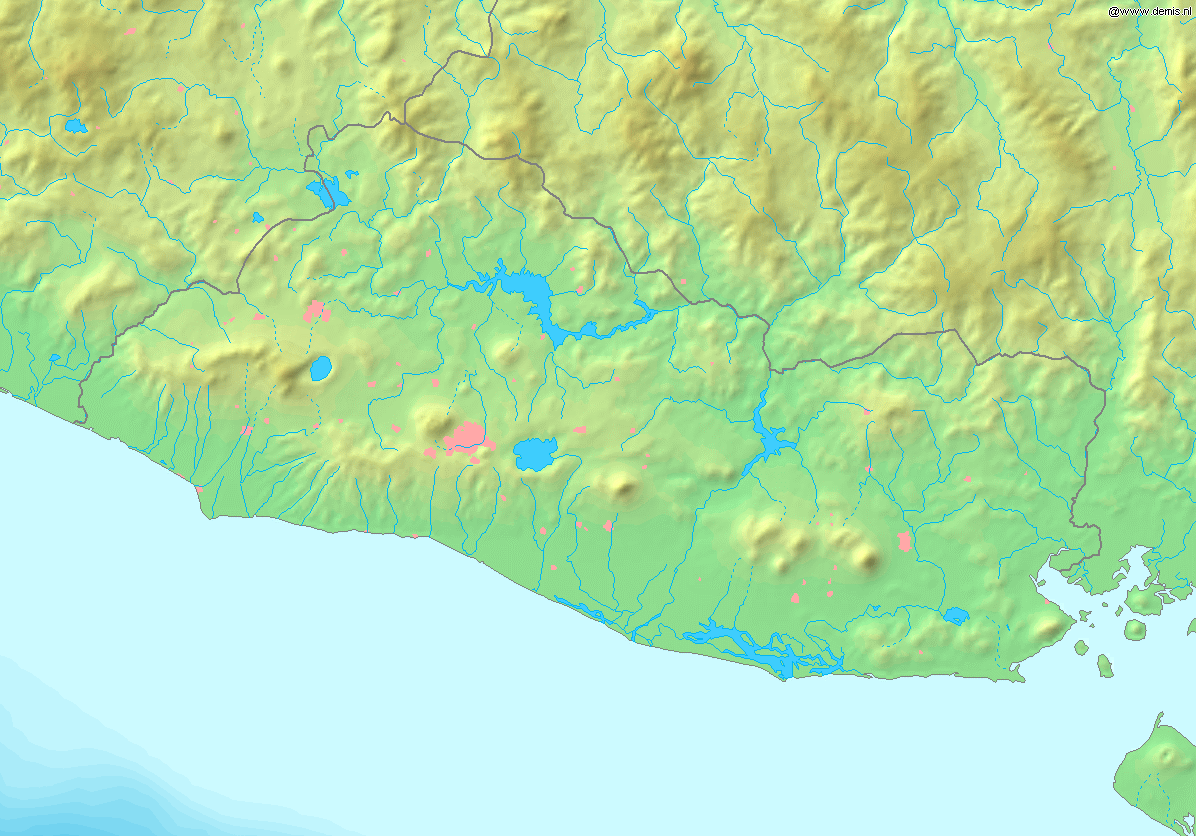
Гідрографічна мережа Сальвадору
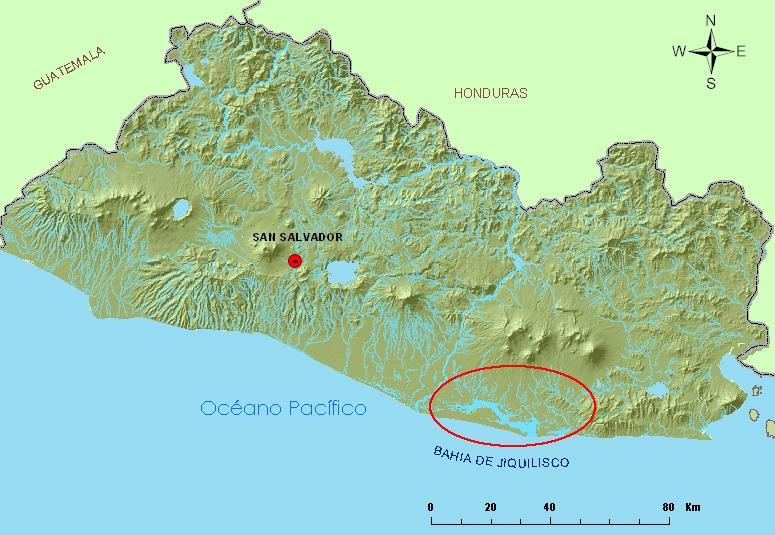
Гідрографічна мережа Сальвадору
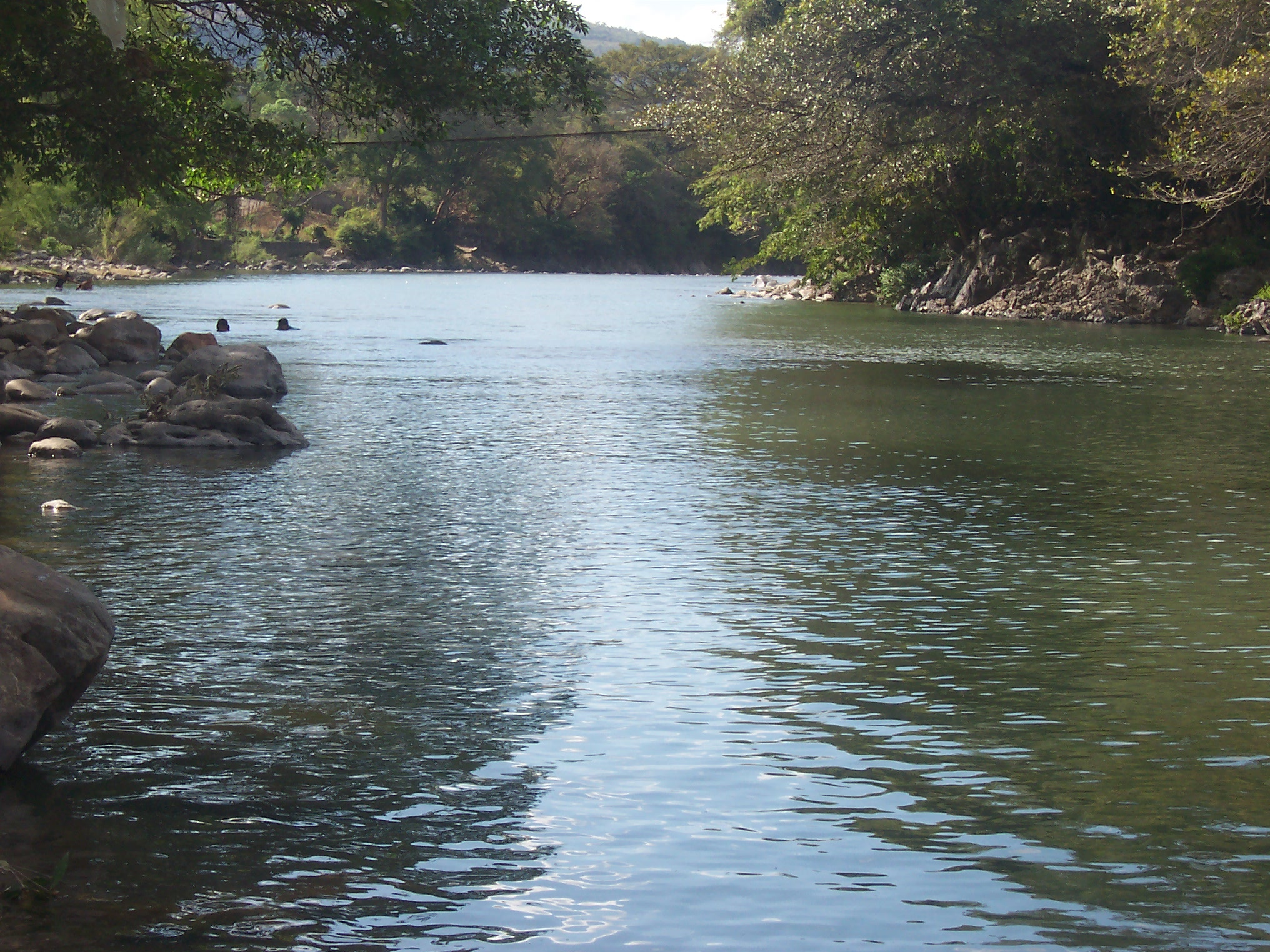
Річка Лемпа
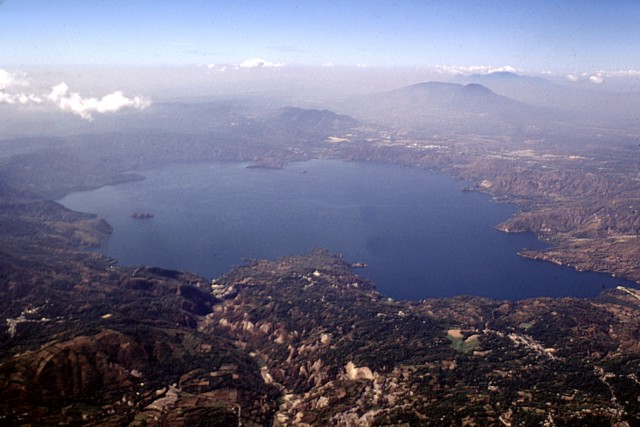
Озеро Ілопанго
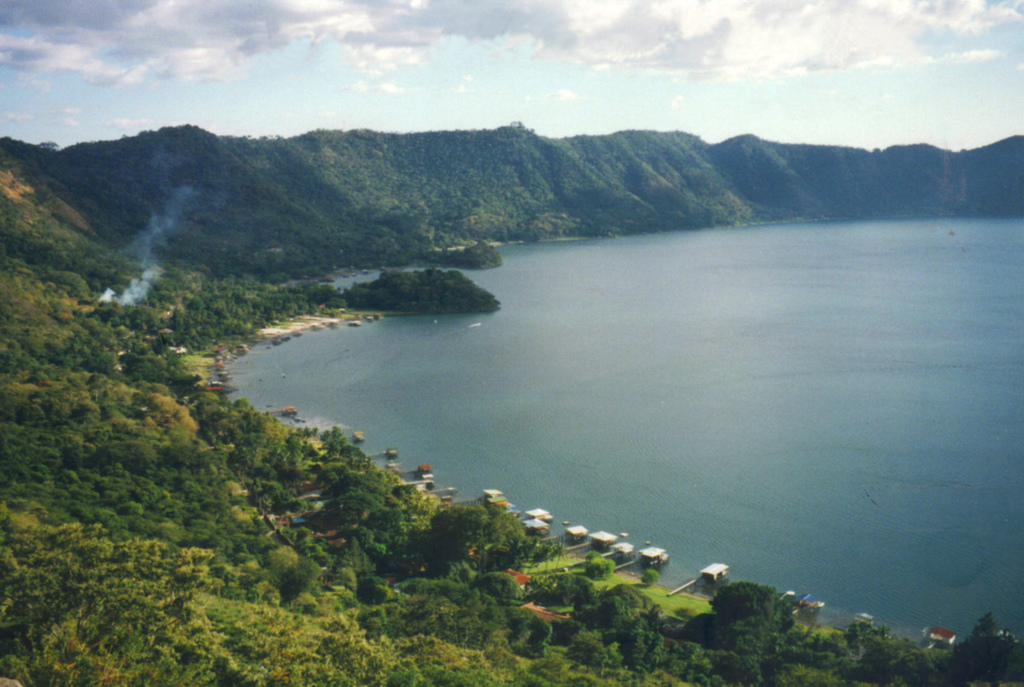
Озеро Коатепек

### Річки
Річки країни належать басейну Тихого океану.

## Рослинність
Земельні ресурси Сальвадору (оцінка 2011 року):
- придатні для сільськогосподарського обробітку землі — 74,7 %,
  - орні землі — 33,1 %,
  - багаторічні насадження — 10,9 %,
  - землі, що постійно використовуються під пасовища — 30,7 %;
- землі, зайняті лісами і чагарниками — 13,6 %;
- інше — 11,7 %[1].

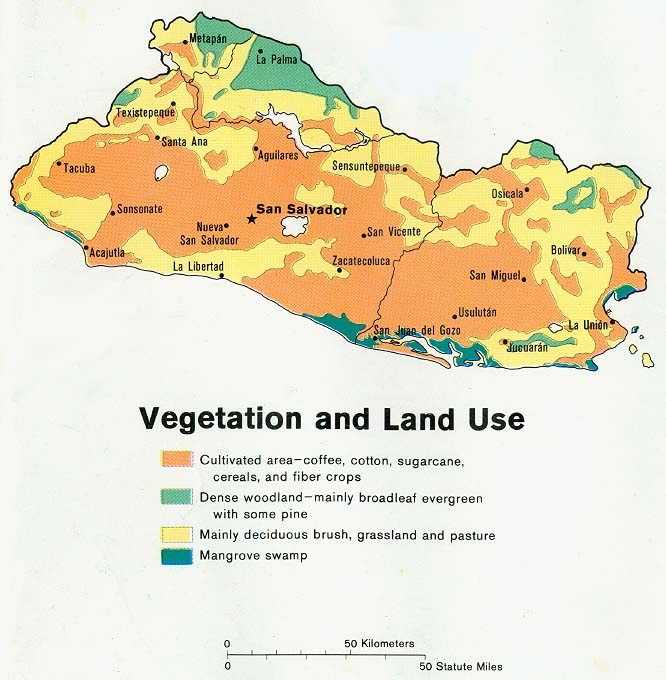
Рослинний покрив Сальвадору, 1980 рік (англ.)

## Тваринний світ
Зоогеографічно територія країни належить до Центральноамериканської провінції Гвіано-Бразильської підобласті Неотропічної області.

## Охорона природи
Сальвадор є учасником ряду міжнародних угод з охорони навколишнього середовища:
- Конвенції про біологічне різноманіття (CBD),
- Рамкової конвенції ООН про зміну клімату (UNFCCC),
- Кіотського протоколу до Рамкової конвенції,
- Конвенції ООН про боротьбу з опустелюванням (UNCCD),
- Конвенції про міжнародну торгівлю видами дикої фауни і флори, що перебувають під загрозою зникнення (CITES),
- Базельської конвенції протидії транскордонному переміщенню небезпечних відходів,
- Монреальського протоколу з охорони озонового шару,
- Рамсарської конвенції із захисту водно-болотних угідь[12].

Урядом країни підписані, але не ратифіковані міжнародні угоди щодо: міжнародного морського права.

## Стихійні лиха та екологічні проблеми
На території країни спостерігаються небезпечні природні явища і стихійні лиха:
- надзвичайно активний вулканізм, через що країна отримала назву «земля вулканів», найбільш активний вулкан країни, Сан-Мігель (2130 м) востаннє вивергався 2002 року, вулкан Сан-Сальвадор (1893 м), що востаннє вивергався 1917 року, несе потенційну небезпеку для столиці країни, що розташована на його схилах;
- часті, інколи досить потужні землетруси[13][14][15].
- урагани[1].

Серед екологічних проблем варто відзначити:
- знеліснення;
- ерозію ґрунтів;
- забруднення вод;
- забруднення ґрунтів токсичними відходами.

## Фізико-географічне районування
У фізико-географічному відношенні територію Сальвадору можна розділити на _ райони, що відрізняються один від одного рельєфом, кліматом, рослинним покривом: .

### Українською
- Атлас світу / голов. ред. І. С. Руденко ; зав. ред. В. В. Радченко ; відп. ред. О. В. Вакуленко. — К. : ДНВП «Картографія», 2005. — 336 с. — ISBN 9666315467.
- Атлас. 7 клас. Географія материків і океанів / Укладачі О. Я. Скуратович, Н. І. Чанцева. — К. : ДНВП «Картографія», 2014.
- Бєлозоров С. Т. Географія материків. — К. : Вища школа, 1971. — 371 с.
- Барановська О. В. Фізична географія материків і океанів : навч. посіб. для студентів ВНЗ : [у 2 ч.]. — Н. : Ніжинський державний університет ім. Миколи Гоголя, 2013. — 306 с. — ISBN 978-617-527-106-3.
- Сальвадор // Гірничий енциклопедичний словник : [у 3-х тт.] / за ред. В. С. Білецького. — Д. : Східний видавничий дім, 2004. — Т. 3. — 752 с. — ISBN 966-7804-78-X.
- Дубович І. А. Країнознавчий словник-довідник. — 5-те вид., перероб. і доп. — К. : Знання, 2008. — 839 с. — ISBN 978-966-346-330-8.
- Панасенко Б. Д. Фізична географія материків : навч. посіб. : в 2 ч. — В. : ЕкоБізнесЦентр, 1999. — 200 с.
- Юрківський В. М. Регіональна економічна і соціальна географія. Зарубіжні країни: Підручник. — 2-ге. — К. : Либідь, 2001. — 416 с. — ISBN 966-06-0092-5.

### Англійською
- (англ.) Graham Bateman. The Encyclopedia of World Geography. — Andromeda, 2002. — 288 с. — ISBN 1871869587.

### Російською
- (рос.) Сальвадор // Латинская Америка. Энциклопедический справочник [в 2-х тт.] / Главный редактор В. В. Вольский. — М. : Советская энциклопедия, 1982. — Т. 2. К-Я. — 656 с.
- (рос.) Авакян А. Б., Салтанкин В. П., Шарапов В. А. Водохранилища. — М. : Мысль, 1987. — 326 с. — (Природа мира)
- (рос.) Алисов Б. П., Берлин И. А., Михель В. М. Курс климатологии [в 3-х тт.] / под. ред. Е. С. Рубинштейна. — Л. : Гидрометиздат, 1954. — Т. 3. Климаты земного шара. — 320 с.
- (рос.) Апродов В. А. Вулканы. — М. : Мысль, 1982. — 368 с. — (Природа мира)
- (рос.) Апродов В. А. Зоны землетрясений. — М. : Мысль, 2010. — 462 с. — (Природа мира) — ISBN 978-5-244-01122-7.
- (рос.) Букштынов А. Д., Грошев Б. И., Крылов Г. В. Леса. — М. : Мысль, 1981. — 316 с. — (Природа мира)
- (рос.) Власова Т. В. Физическая география материков. С прилегающими частями океанов. Евразия, Северная Америка. — 4-е, перераб. — М. : Просвещение, 1986. — 417 с.
- (рос.) Гвоздецкий Н. А. Карст. — М. : Мысль, 1981. — 214 с. — (Природа мира)
- (рос.) Гвоздецкий Н. А., Голубчиков Ю. Н. Горы. — М. : Мысль, 1987. — 400 с. — (Природа мира)
- (рос.) Долгушин Л. Д., Осипова Г. Б. Ледники. — М. : Мысль, 1989. — 448 с. — (Природа мира) — ISBN 5-244-00315-1.
- (рос.) Дорст Ж. Центральная и Южная Америка. — М. : Прогресс, 1977. — 318 с. — (Континенты, на которых мы живем)
- (рос.) Географический энциклопедический словарь: географические названия / под. ред. А. Ф. Трёшникова. — 2-е изд., доп. — М. : Советская энциклопедия, 1989. — 585 с. — ISBN 5-85270-057-6.
- (рос.) Исаченко А. Г., Шляпников А. А. Ландшафты. — М. : Мысль, 1989. — 504 с. — (Природа мира) — ISBN 5-244-00177-9.
- (рос.) Каплин П. А., Леонтьев О. К., Лукьянова С. А., Никифоров Л. Г. Берега. — М. : Мысль, 1991. — 480 с. — (Природа мира) — ISBN 5-244-00449-2.
- (рос.) Словарь современных географических названий / под общей редакцией акад. В. М. Котлякова. — Екатеринбург : У-Фактория, 2006.
- (рос.) Литвин В. М., Лымарев В. И. Острова. — М. : Мысль, 2010. — 288 с. — (Природа мира) — ISBN 978-5-244-01129-6.
- (рос.) Лобова Е. В., Хабаров А. В. Почвы. — М. : Мысль, 1983. — 304 с. — (Природа мира)
- (рос.) Максаковский В. П. Географическая картина мира. Книга I: Общая характеристика мира. — М. : Дрофа, 2008. — 495 с. — ISBN 978-5-358-05275-8.
- (рос.) Максаковский В. П. Географическая картина мира. Книга II: Региональная характеристика мира. — М. : Дрофа, 2009. — 480 с. — ISBN 978-5-358-06280-1.
- (рос.) Сальвадор // Поспелов Е. М. Топонимический словарь. — М. : АСТ, 2005. — 229 с. — ISBN 5-17-016407-6.
- (рос.) География / под ред. проф. А. П. Горкина. — М. : Росмэн-Пресс, 2006. — 624 с. — (Современная иллюстрированная энциклопедия) — ISBN 5-353-02443-5.
- (рос.) Физико-географический атлас мира. — М. : Академия наук СССР и Главное управление геодезии и картографии ГУГК СССР, 1964. — 298 с.
- (рос.) Энциклопедия стран мира / глав. ред. Н. А. Симония. — М. : НПО «Экономика» РАН, отделение общественных наук, 2004. — 1319 с. — ISBN 5-282-02318-0.